# 小行星4918
小行星4918（英語：4918 Rostropovich）是一颗围绕太阳公转的小行星。1974年8月24日，柳德米拉·切爾尼赫在克里米亚发现了此天体。
这颗小行星的绝对星等为195.69459等。
同时也以俄罗斯伟大的大提琴家罗斯特洛波维奇的名字命名。